# Tephritis argus
Tephritis argus
 es una especie de insecto díptero que Johan Wilhelm Dalman describió científicamente por primera vez en el año 1823.
Esta especie pertenece al género Tephritis de la familia Tephritidae.